# Geißbärte
Die Geißbärte (Aruncus) sind eine Pflanzengattung in der Unterfamilie der Spiraeoideae innerhalb der Familie der Rosengewächse (Rosaceae). Sie ist auf der Nordhalbkugel verbreitet.

## Beschreibung

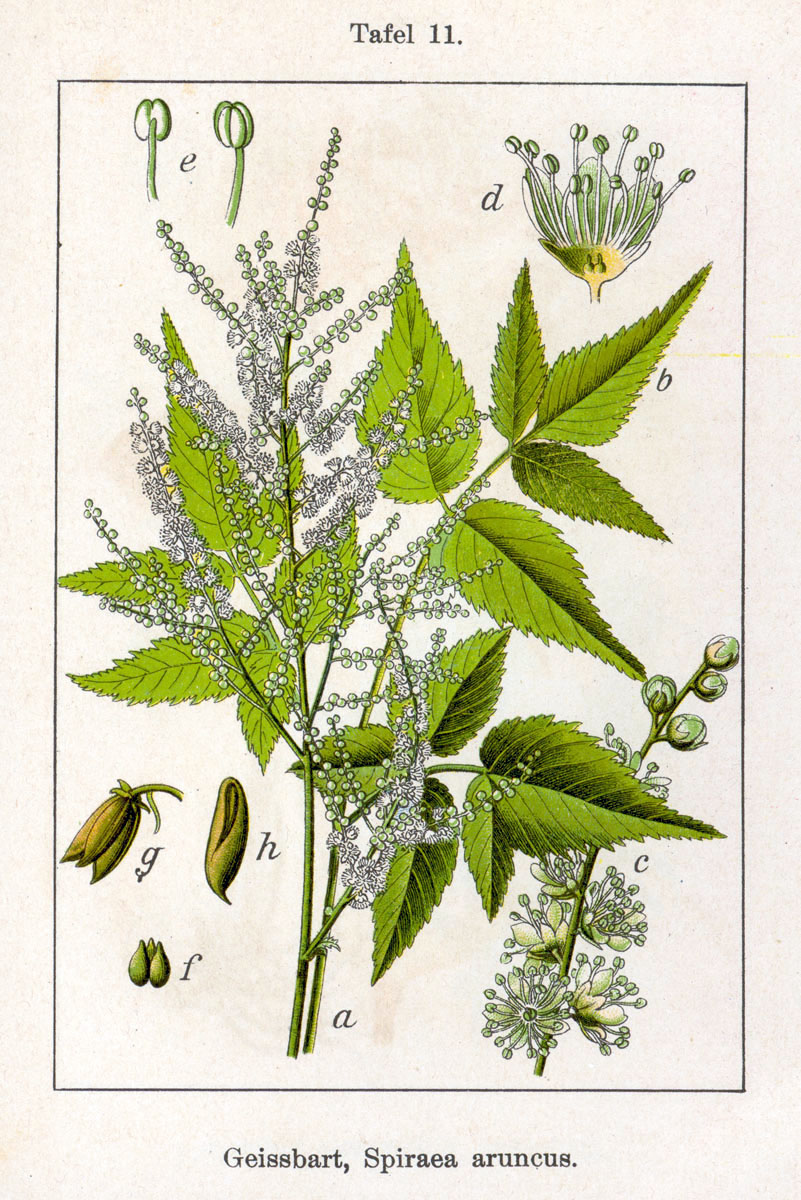
Illustration des Wald-Geißbart (Aruncus dioicus)

Die Aruncus-Arten wachsen als ausdauernde, manchmal am Grunde etwas verholzende krautige Pflanzen. Sie besitzen ein kräftiges unterirdisches Rhizom. Aus diesem wachsen aufrechte, geflügelte Stängel, die je nach Art Wuchshöhen zwischen 0,4 und 2 Metern erreichen können.
Die großen Laubblätter sind ein- bis dreifach gefiedert (Aruncus gombalanus), zwei- bis dreifach dreiteilig (Aruncus dioicus) oder fast bis zum Grund zwei- bis dreifach fiederschnittig (Aruncus aethusifolius). Nebenblätter fehlen.
Aruncus-Arten sind zweihäusig getrenntgeschlechtig (diözisch).
Die großen, endständigen, rispigen Blütenstände bestehen aus schmalen ährigen Teilblütenständen. Die kleinen Blüten sind meist eingeschlechtig, selten zwittrig. Die meist fünf (selten vier oder sechs) Kelchblätter sind auch noch an den Früchten vorhanden. Die fünf weißen bis cremeweißen Kronblätter sind nur an ihrer Basis verwachsen. Die männlichen Blüten enthalten 15 bis 30 Staubblätter; sie sind länger als die Kronblätter. Die weiblichen Blüten enthalten meist drei oder vier (selten bis zu acht) Fruchtblätter und kurze Staminodien. Die glatten Balgfrüchte enthalten zwei Samen.

## Arten
Die Gattung Aruncus enthält drei bis sechs schwer zu unterscheidende Arten:
- Aruncus aethusifolius Nakai: Sie kommt in Korea vor und wird manchmal als Zierpflanze verwendet[1].
- Wald-Geißbart (Aruncus dioicus (Walter) Fernald): Sie gedeiht in Wäldern auf der Nordhalbkugel und wird manchmal als Zierpflanze verwendet[1].
- Aruncus gombalanus (Hand.-Mazz.) Hand.-Mazz.: Sie gedeiht auf Bergwiesen in Höhenlagen von 3000 bis 4000 Metern nur im östlichen Tibet und nordwestlichen Yunnan.
- Aruncus sylvester Kostel. ex Maxim.: Diese asiatische Art ist bei manchen Autoren eine Unterart von Aruncus dioicus.